# 山口雄也 (闘病記著者)
山口 雄也（やまぐち ゆうや、1997年〈平成9年〉10月18日 - 2021年〈令和3年〉6月6日）は、日本の闘病記著者。大学1年生の19歳で癌の告知を受けてから23歳での病死まで、闘病の様子や自らの思いを、ブログやSNSを通して発信し続けた。

## 生涯

### 発病
1997年（平成9年）10月18日、京都府京都市左京区に生まれる。3歳からピアノを習い始めたほか、小学3年生から陸上競技を始め、高校3年の夏まで9年間続けた。
2013年（平成25年）に京都市立堀川高等学校に入学し、2016年（平成28年）4月、京都大学工学部地球工学科に進学。この年の秋に風邪をこじらせて肺炎を発症し、精密検査を受けたところ、縦隔胚細胞腫瘍という、数十万人の一人の割合で発生する稀少な癌であることが判明。癌の告知から8日後の12月8日、京都大学医学部附属病院に入院。このとき、ブログ「或る闘病記」を開設している。
2017年（平成29年）3月、10時間を超える手術により腫瘍を除去し、大学に復学した。しかし退院後になって、「どうせ再発するのになんで生きているんだろう」「みんな、死ぬときにだけ寄ってくるんやな」といった無気力感に襲われたといい、学業にも身が入らなくなったために、単位を大量に落としている。
2018年（平成30年）6月28日、定期検診のため京都大学医学部附属病院へ行ったところ急性リンパ性白血病との診断を受け、即時入院となる。このとき、すぐには涙も流せないような強烈な混乱に4日間苦しんだが、再度入院生活となり、知人やネット上から多くのメッセージが寄せられるようになると、再び「生きなくちゃ」と思えるようになったという。その後、骨髄バンクで適合するドナーが見つかり、10月17日に移植手術を受け、一時退院した。

### 闘病と発信
2019年（平成31年）1月に『京都新聞』の連載記事「彩りの時代―多様性を求めて」での取材を受けた際、話の流れで出た言葉「がんになって良かった」が見出しに大々的に使われ、ネット上で「不謹慎だ」などと「炎上」し、誹謗中傷も殺到した。山口自身は「思った意図で伝わっていない」と納得のいかない気持ちを抱きつつ、自問自答を重ね、のちに著書に「二元化した『いい』『悪い』ではなく、葛藤も含めて前向きに受け入れられたら」として、この言葉に「言いたい」を加えた題名を付けている。
4月、白血病が再発する可能性が高いとの告知を受ける。医師に「新しい治療法が確立するのを待つか、ハプロ移植というリスクはあるが効果を期待できる治療法を選ぶのか」という選択肢を提示され、全国で最もハプロ移植の件数が多い兵庫医科大学病院での移植を決断した。
この決断から入院までの間に、山口は炎上した記事を目にし、本人の「深い思い」を知りたいと感じたNHKディレクターの木内岳志の接触を受け、4月に京都大学内のカフェで初めて対面している。このときに木内は、来月から骨髄移植のため入院する旨を初めて聞き、その覚悟に心を打たれて、密着取材することを決めた。密着取材は入院中の5月から8月までの4ヶ月に及び、9月に『ひとモノガタリ』で「"がんになって良かった"と言いたい ～京大生のSNS闘病記～」の題名で放送されて、大きな反響を呼んだ。
手術は6月3日、母親から点滴での移植を受ける形で行われた。前日の2日には、ツイッターで目にした、白血病の競泳選手である池江璃花子の投稿にメッセージを送ったところ、山口も驚くほどの反響があり、多くの応援が寄せられた。
移植は成功し、8月に退院したが、10月になって白血球数の急落と重度の肺炎を発症したほか、異常細胞が再び増加し、再び入院。この時期には自暴自棄になり、薬を飲まずに捨てていたことが発覚し、主治医らと面談になっている。睡眠導入剤や向精神薬の服用、臨床心理士のカウンセリングなどにより、徐々に落ち着きを取り戻した。その後、奇跡的に異常細胞が消滅。担当の医師は「母親のリンパ球が肺炎に伴う炎症によって活性化し、一過性に異常細胞を駆逐した」と推測している。
2020年（令和2年）4月からは、闘病で卒業研究ができなかったため再度4年を履修。殆どの単位は取得済であったため、自動車で九州、四国、北陸を巡ったほか、友人らや家族との時間を楽しんだ。夏にはブログをまとめた書籍『「がんになって良かった」と言いたい』を徳間書店から出版した。
『「がんになって良かった」と言いたい』は、2016年（平成28年）12月から2020年（令和2年）3月のブログ記事約20本をまとめた書籍で、死去した闘病仲間などについて綴った記事なども収録されている。

### 余命宣告
2020年（令和2年）12月になって再び癌細胞が増え始め、翌2021年（令和3年）1月には、「移植をしなければ春までの命」と余命宣告を受けた。しかし3度目の移植の成功率は1割未満であったため、自宅で緩和ケアを受けるという選択肢も提示された。山口は熟考の末に移植を選択し、3月29日に移植を受けている。4月には京都大学大学院工学研究科修士課程に進学した。
4月8日にブログ『或る闘病記』に献血を呼びかける記事を投稿したが、その書き出しの「誰かの命を救ってみたい！！！ と思ったことありませんか。ありますよね。なければ人間じゃないですよまじで（笑）」という文章が大きな批判を浴びた。多くの人に読まれるために意図的に行った書き方であったが、想定以上の批判に山口は深いショックを受けた。結局この記事が、『或る闘病記』への最後の投稿となっている。

### 死去
2021年（令和3年）5月31日、ツイッターに歩行器を使った歩行訓練の様子を写した動画をアップロードし、「ここからまた距離を伸ばしていきます」と投稿した。この日は本来立ち上がるだけの予定であったが、本人の希望で歩行までを行ったという。フォロワーからは激励の言葉が多数寄せられたが、これが最後の投稿となった。
6月1日と2日も歩行訓練を行ったが、3日からは体調が優れず、6日に死去（23歳没）。「眠るように息を引き取った」（母親）という。8日に京都市北区の斎場で告別式が営まれ、約400人が参列した。

## 人物
阪神タイガースのファンで、車も好きだった。愛車は大学1年生のときに購入した青色のマツダ・RX-8で、ツイッターのヘッダーにもこの写真を使っていた。山口の死後、RX-8は父親の通勤用として使用されている。
山口にインタビューを行ったライターのyuzukaは、山口について「何よりも、文章を書く能力に長けていた。嫉妬したくなるほど、彼の書く言葉は美しかった」「彼はとても繊細な、だけど優しくて正義感の強い、才能に溢れた大学生だった」と記している。
山口と2019（平成31年）3月に知り合った大学生は、「SNSだと意見をはっきり言う強い人、という印象ですが、実際の彼は穏やかでやさしく、ひょうきんな性格の人でした」と証言している。
高校時代の陸上部の同期は、山口を「お調子者でムードメーカー」と評し、死後も「私たちの中であんまり重苦しい雰囲気とか全然なくて。普通に飲み会でも山口の話をしますし、誰もしんみりとしなくて。『それでいいよな』って言うのがあるよね、私らの中でも」と語っている。